# Pipino I di Vermandois
Pipino d'Italia (815 circa – post 850) fu conte di Vermandois e San Quintino e signore di Peronne e Senlis.

## Origine
Secondo il cronista Reginone, era l'unico figlio del re d'Italia, Bernardo I (a sua volta figlio del re d'Italia, Pipino I) e di Cunegonda (ca.800- dopo l'835). L'identità familiare di quest'ultima non è unanimemente accettata: secondo lo storico francese Christian Settipani, esperto di genealogie, e la Treccani era la figlia del Guglielmide Heriberto (circa 785-843), a sua volta figlio di Guglielmo di Gellone. Secondo invece numerosi studi, essa era una Supponide, i cui genitori non sono certi: secondo Tiziana Lazzari, il padre era un fratello non identificato di Suppone I. Suo fratello era il vescovo di Piacenza Podone e sue sorelle Imelda e Orsa.

## Biografia
All'età di tre anni circa, nell'818, Pipino perse il padre, Bernardo (secondo la Vita Hludowici Imperatoris condannato ad essere accecato, a seguito dell'accusa di ribellione all'imperatore, suo zio, Ludovico il Pio), tre giorni dopo l'esecuzione della sentenza.
Durante la ribellione del re d'Italia di Lotario I, contro il padre, l'imperatore, Ludovico il Pio, dopo che quest'ultimo, il primo marzo 834 era stato reintegrato sul trono imperiale, secondo gli Annales Bertiniani, Pipino, ricordato come consanguineo dell'imperatore, insieme ad altri magnati italiani, si schierò con l'imperatore.
In quel periodo secondo lo storico, G. Rösch, Pipino ottenne le signorie e le contee.
Secondo il Nitardo, nell'840, dopo la morte dell'imperatore, Ludovico il Pio, Pipino aveva giurato fedeltà al re dei Franchi Occidentali, Carlo il Calvo, ma al sopraggiungere del nuovo imperatore, Lotario I, si schierò con quest'ultimo.
Dopo questa data di Pipino non si hanno altre notizie. La sua morte e da datare dopo l'850, nascita del figlio, Erberto.

## Matrimonio e discendenza
Non si conosce la data esatta in cui Pipino prese moglie, ma si può stabilire che fu prima dell'844, data della nascita del figlio primogenito. Il nome della moglie non ci è noto, né la sua identità, ma secondo lo storico francese Christian Settipani, esperto di genealogie, era una discendente dei Pipinidi, che discendevano da Childebrando, fratellastro di Carlo Martello, molto probabilmente era figlia di Teodorico VII (discendente di Nibelungo I, figlio illegittimo del citato Childebrando).
Pipino dalla moglie ebbe quattro o cinque figli:
- Bernardo II, il primogenito[1] (844 circa - prima dell'893), conte di Laon, secondo il Settipani fu uno degli esecutori testamentari dell'imperatore, Carlo il Calvo[23], come è confermato nel Le capitulaire de Kiersy-sur-Oise (Paris)[18]. Non sembra aver avuto discendenti; tuttavia alcuni autori, tra cui lo storico e genealogista secentesco Francesco Zazzera, riportano che si trasferì in Italia, in Abruzzo, nella Marsica, dando origine alla famiglia dei Berardi, noti come Conti dei Marsi; in particolare lo Zazzera nella sua opera Della nobiltà dell'Italia ne ricostruisce l'albero genealogico[24]; invece, più recentemente[quando?], lo storico italiano Giuseppe Pochettino, nel suo articolo I Pipinidi in Italia (sec. VIII-XII)[25], sostenne che Bernardo si trasferì in Italia, dando origine alla famiglia dei Bernardingi[18], attiva a Parma, a Cremona e a Pavia;
- Pipino, il secondogenito[1] (846 circa - dopo il 28 gennaio 893), conte di Senlis fu alla corte del re dei Franchi Occidentali e imperatore, Carlo il Calvo, nell'877[20]. Pipino è citato in un documento dell'imperatore, Carlo il Grosso, dell'884[26]. Poi secondo Reginone, nell'892, col fratello, Eriberto[27], fu partigiano di Carlo il Semplice contro il re dei Franchi Occidentali, Oddone, e poi furono tra coloro che favorirono l'incoronazione di Carlo come Carlo III re dei Franchi Occidentali[28], a Reims, il 28 gennaio 893;
- Erberto, il terzogenito[1] (850 circa - dopo il 28 gennaio 893), conte di Vermandois, col fratello, Pipino[27], fu partigiano di Carlo il Semplice contro il re dei Franchi Occidentali, Oddone, e poi furono tra coloro che favorirono l'incoronazione di Carlo come Carlo III re dei Franchi Occidentali[28], a Reims, il 28 gennaio 893;
- Cunegonda, che il Settipani ha trovato citato il suo nome in un elenco fatto dal re dei Franchi Occidentali, Oddone, fratello di suo genero, Roberto[29];
- Gunilde, che sposò prima (questo matrimonio è presunto, senza alcuna conferma da fonti primarie) di Berengario di Bayeux (prima metà del secolo IX – 896) e poi di Guido di Senlis, dando un figlio a ciascuno:
  - a Berengario diede una figlia: Poppa che venne catturata in un raid e andò in sposa a Rollone di Normandia;
  - a Guido un figlio: Bernardo (880 circa - dopo il 945), conte di Senlis.

## Ascendenza
|                                |                      |                       | Genitori            |  |  | Nonni |  |  | Bisnonni    |  |  | Trisnonni       |  |
|                                |                      |                       |                     |  |  |       |  |  | Carlo Magno |  |  | Pipino il Breve |  |
|                                |                      |                       |                     |  |  |       |  |  | Carlo Magno |  |  | Pipino il Breve |  |
|                                |                      | Bertrada di Laon      |                     |  |  |       |  |  | Carlo Magno |  |  |                 |  |
| Pipino d'Italia                |                      |                       |                     |  |  |       |  |  | Carlo Magno |  |  |                 |  |
|                                |                      | Ildegarda             | Geroldo di Vinzgouw |  |  |       |  |  |             |  |  |                 |  |
|                                |                      | Ildegarda             | Geroldo di Vinzgouw |  |  |       |  |  |             |  |  |                 |  |
|                                |                      | Ildegarda             | Emma d'Alemannia    |  |  |       |  |  |             |  |  |                 |  |
| Bernardo d'Italia              |                      | Ildegarda             |                     |  |  |       |  |  |             |  |  |                 |  |
|                                |                      | ?                     | ?                   |  |  |       |  |  |             |  |  |                 |  |
|                                |                      | ?                     | ?                   |  |  |       |  |  |             |  |  |                 |  |
|                                |                      | ?                     | ?                   |  |  |       |  |  |             |  |  |                 |  |
| ?                              |                      | ?                     |                     |  |  |       |  |  |             |  |  |                 |  |
|                                |                      | ?                     | ?                   |  |  |       |  |  |             |  |  |                 |  |
|                                |                      | ?                     | ?                   |  |  |       |  |  |             |  |  |                 |  |
|                                |                      | ?                     | ?                   |  |  |       |  |  |             |  |  |                 |  |
| Pipino di Vermandois           |                      | ?                     |                     |  |  |       |  |  |             |  |  |                 |  |
|                                | Guglielmo di Gellone | Teodorico I di Autun  |                     |  |  |       |  |  |             |  |  |                 |  |
|                                | Guglielmo di Gellone | Teodorico I di Autun  |                     |  |  |       |  |  |             |  |  |                 |  |
|                                | Guglielmo di Gellone | Alda ?                |                     |  |  |       |  |  |             |  |  |                 |  |
| Heriberto o forse un Supponide | Guglielmo di Gellone |                       |                     |  |  |       |  |  |             |  |  |                 |  |
|                                |                      | Cunegonda d'Austrasia | ?                   |  |  |       |  |  |             |  |  |                 |  |
|                                |                      | Cunegonda d'Austrasia | ?                   |  |  |       |  |  |             |  |  |                 |  |
|                                |                      | Cunegonda d'Austrasia | ?                   |  |  |       |  |  |             |  |  |                 |  |
| Cunegonda ?                    |                      | Cunegonda d'Austrasia |                     |  |  |       |  |  |             |  |  |                 |  |
|                                |                      | ?                     | ?                   |  |  |       |  |  |             |  |  |                 |  |
|                                |                      | ?                     | ?                   |  |  |       |  |  |             |  |  |                 |  |
|                                |                      | ?                     | ?                   |  |  |       |  |  |             |  |  |                 |  |
| ?                              |                      | ?                     |                     |  |  |       |  |  |             |  |  |                 |  |
|                                |                      | ?                     | ?                   |  |  |       |  |  |             |  |  |                 |  |
|                                |                      | ?                     | ?                   |  |  |       |  |  |             |  |  |                 |  |
|                                |                      | ?                     | ?                   |  |  |       |  |  |             |  |  |                 |  |
|                                |                      | ?                     |                     |  |  |       |  |  |             |  |  |                 |  |

### Fonti primarie
- (LA)  Monumenta Germaniae Historica, Scriptores, tomus I.
- (LA)  Monumenta Germaniae Historica, Scriptores, tomus II.
- (LA)  Nithardus, Historiarum Libri Quattuor.
- (LA)  Monumenta Germaniae Historica, Diplomata Regum Germaniae ex Stirpe Karolinorum, tomus II.
- (LA)  Annales Bertiniani.

### Letteratura storiografica
- René Poupardin, Ludovico il Pio, in «Storia del mondo medievale», vol. II, 1999, pp. 558–582
- René Poupardin, I regni carolingi (840-918), in «Storia del mondo medievale», vol. II, 1999, pp. 583–635